# Санта-Комба
Санта-Комба (гал. Santa Comba, ісп. Santa Comba) — муніципалітет в Іспанії, у складі автономної спільноти Галісія, у провінції Ла-Корунья. Населення — 10 487 осіб (2009).
Муніципалітет розташований на відстані близько 516 км на північний захід від Мадрида, 50 км на південний захід від Ла-Коруньї.
Муніципалітет складається з таких паррокій: Алон, Арантон, Басар, Сісере, Фонтекада, Фрейшейро, Грішоа, Грішоа-де-Естернанде, Мальйон, Монтоуто, А-Перейра, Сан-Сальвадор-де-Падрейро, Санта-Комба, Санта-Сабінья, Сер, Віламайор, Шальяс-де-Кастріс.

## Демографія
Динаміка населення (INE ):

## Галерея зображень

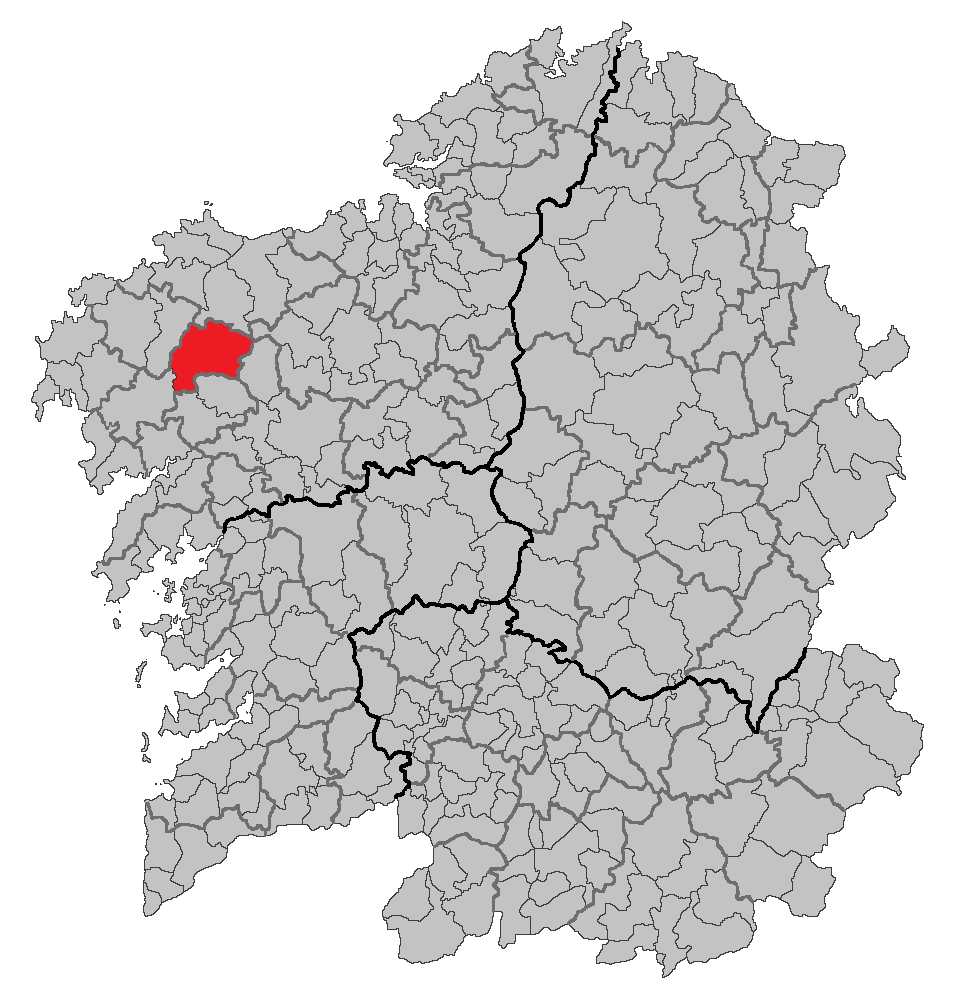
Розташування муніципалітету